# Beekstraat (Nuenen)

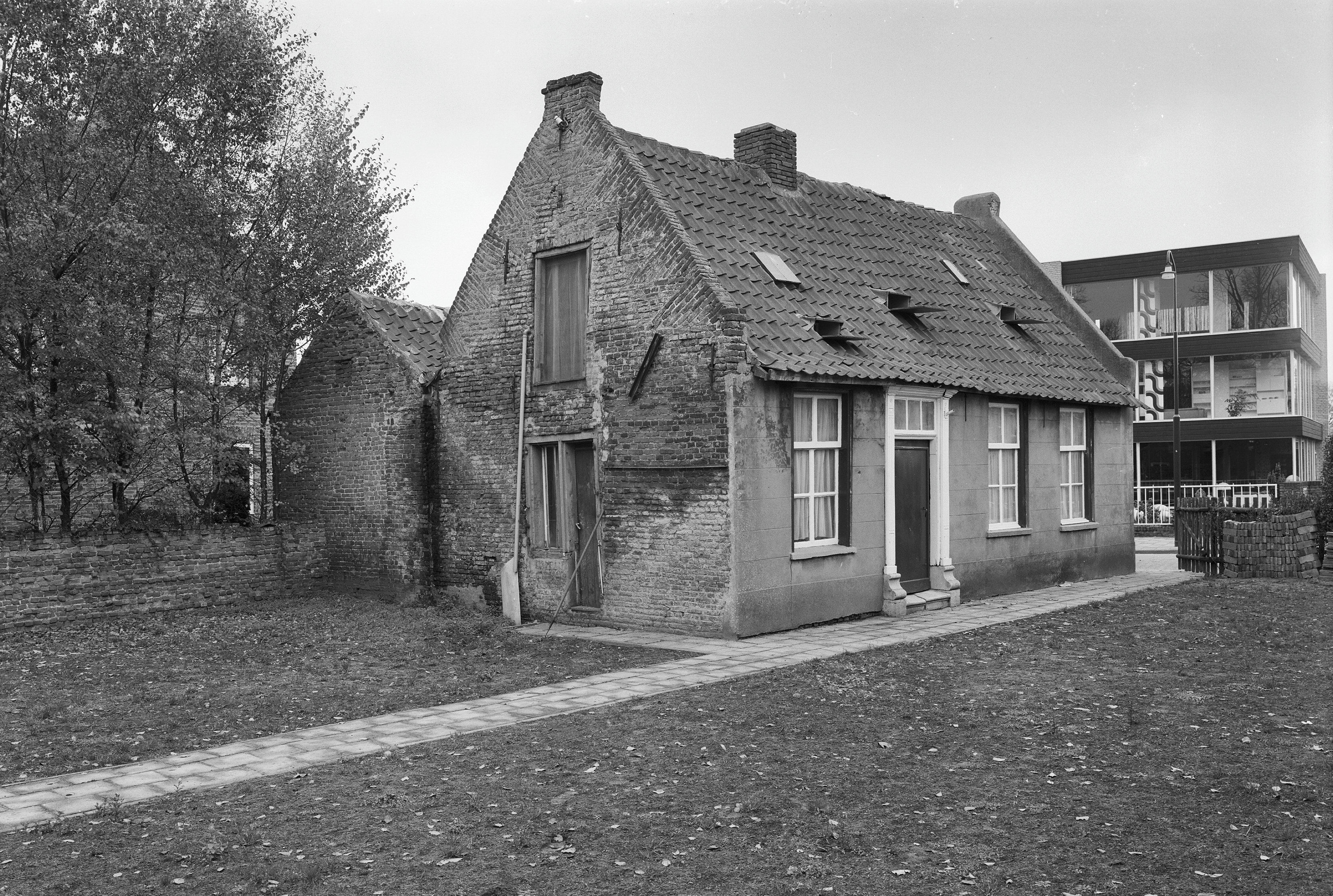
Oude gemeentehuis, vóór de restauratie

De Beekstraat is een straat in Nuenen in de Nederlandse provincie Noord-Brabant. De straat loopt van de Berg in oostelijke richting, parallel aan de Hooidonkse Beek, waarnaar ze genoemd is. De Berg was vroeger de centrale plaats van de herdgang Nuenen. Het verlengde van de Beekstraat leidt naar Mierlo.

## Geschiedenis
De Beekstraat werd voor het eerst schriftelijk vermeld in 1432, en wel als Beeckstraet. Ook benamingen als Aen die Beecke en Nuenderbeek werden gebezigd.
Aan de Beekstraat stonden vroeger de belangrijkste burgerlijke gebouwen. Vanaf de 13e eeuw waren dit de hoeve Ter Catten en de hoeve Ten Ouwensteyn. De laatste was een voorname woning en een der eerste stenen huizen. In 1690 bouwde de gemeente (ter hoogte van huidig Beekstraat 31) een nieuwe school. Deze heeft dienst gedaan tot 1844 en diende tot de afbraak in 1948 als woonhuis. In 1707 bouwde secretaris Johan Draack een riant huis (op de plaats van het huidige Beekstraat 6 en 8), dat er gestaan heeft tot 1961. 
Pas in 1957 kreeg de Beekstraat een verharding.

## Oudste gemeentehuis
In 1734 werd aan de Beekstraat het eerste Nuenense gemeentehuis (Huijs voor Schout en Schepenen van Nuenen) gebouwd, op het huidige adres Beekstraat 11. Het deed als zodanig dienst tot 1875. Na 1875 fungeerde het nog enige tijd als café "Het versleten verstand". Dit huis werd in 1986 gerestaureerd en heeft de status van rijksmonument.